# 宮廷歌人
宮廷歌人（きゅうていかじん）とは、奈良時代において、公的な儀礼の場や、宮廷サロンにおいて、天皇を中心とする宮廷人たちの求めに応じて歌を提供した歌人のことである。宮廷歌人が職業として存在していたのか否かは議論が続いている。

## 宮廷歌人とされる人物
- 柿本人麻呂
- 山部赤人
- 山上憶良
- 笠金村
- 田辺福麻呂
- 高市黒人
- 長意吉麻呂
- 高橋虫麻呂
- 車持千年